# Галинский, Денис
Денис Галинский (чеш. Denis Halinsky; 13 июля 2003, Острава) — чешский футболист, защитник пражской «Славии», выступающий на правах аренды за клуб «Теплице».

## Клубная карьера
Футбольную подготовку проходил в академии «Пршибрама», где и начал путь во взрослом футболе. Позже стал игроком пражской «Славии», но для получения игровой практики отправлялся в несколько аренд. В сезоне 2022/23 защищал цвета «Пардубице», а затем играл за «Слован Либерец». Зимой 2025 года перешёл в «Теплице» на правах аренды, где закрепился в основном составе.

## Карьера в сборной
Денис Галински начал выступления за сборные Чехии разных возрастов с команды U20, где провёл несколько матчей в 2022 году. В 2023 году дебютировал за молодёжную сборную Чехии в рамках отборочного цикла к молодёжному чемпионату Европы.
5 июня 2025 года был включен в окончательную заявку молодёжной сборной на молодёжный чемпионат Европы 2025.